# Angelo Frari
Angelo Antonio Frari (u hrvatskoj literaturi spominjan i kao Anđeo Antun ili Anđel Frari) (Šibenik 1780. – Venecija 1865.) bio je splitski općinski fizik i upravitelj splitskog lazareta (1806. – 1821.), protomedik i predsjednik Pomorskog zdravstvenog magistrata u Veneciji (1835. – 1843.), čuveni epidemiolog, i prvi hrvatski povjesničar medicine.

## Porijeklo
Angelo Frari potomak je afirmirane šibenske liječničke obitelji Frari, koja vuće korjenove iz Trevisa u pokrajni Veneto u Italiji. Angelov otac Giuseppe Frari došao je 1771 iz Trevisa u Šibenik, gdje je službovao kao općinski fizik, te napisao prvi hrvatski rad o bjesnoći, koji je objavljen u Anconi 1782. Angelov nećak Luigi Frari, bio je također šibenski općinski fizik, ali i gradonačelnik Šibenika te predsjednik šibenskog Kazališnog društva, koje je osnovalo i sagradilo kazalište u Šibeniku.

## Medicinska praksa i publikacije
Angelo Frari se posebno istako kao požrtvovan borac protiv kuge u Dalmaciji i na Mediteranu, i kao pobornik karantenskog sustava zaštite, i općenito javnozdravstvenih mjera u cilju poboljšanja standarda pučanstva u svrhu sprečavanja širenja zaraznih bolesti.
Kapitalno mu je djelo "Della peste e della publica amministrazione sanitaria", tiskano u Veneciji 1840 gdje na gotovo tisuću stranica opisuje povijest kuge u svijetu i u Dalmaciji te govori o saznanjima o kugi toga vremena, kao i o metodama liječenja i prevencije. Riječ je o svjetskom najopsežnijem djelu o kugi napisanom do tada, u kojem Frari naslučuje da je uzročnik kuge klica, iako je sam bacil koji uzrokuje kugu (Yersinia pestis) otkriven tek 1894.

## Odrazi Frarijeva rada
O Frariju je s mnogo pohvala pisao Nikola Tommaseo, poznati šibenski talijanski i hrvatski pisac, pjesnik i političar.
Frari je odlikovan medaljom časti od strane austrijskog cara Franje Josipa Prvog, radi zasluga u borbi protiv kuge.
Djelo Angela Frarija posebno je hvalio i Mirko Dražen Grmek, koji ga smatra i prvim hrvatskim povjesničarem medicine.